# Sveti Ilija (Pelješac)
Der Sveti Ilija (italienisch Monte Vipera, lateinisch Mons Vipera, auch Zmijsko Brdo, Perunovo Brdo; deutsch Heiliger Elias) ist der höchste Berg der kroatischen Halbinsel Pelješac und Süddalmatiens. 
Der Berg liegt rund 2,5 km nordwestlich von Orebić im Pelješac-Gebirge. Etwa auf halbem Weg befindet sich eine Schutzhütte des Vereins P.D.Sveti Ilija - Orebić. Das Gelände ist stark verkarstet, in der Nähe des Gipfels befindet sich eine tiefe Höhle, die aber nicht öffentlich zugänglich ist.
Von Orebić aus ist der Gipfel durch eine Wanderung von ca. zwei Stunden auf einem markierten Weg erreichbar, es gibt aber auch mehrere weitere Anstiege. Ein beliebtes Wanderziel ist der Sveti Ilija besonders aufgrund der hervorragenden Aussicht, die an klaren Tagen angeblich bis Italien reicht. Auch der Schriftsteller Ernst Jünger bestieg den Berg im Jahr 1932 und schilderte seine Eindrücke in seinem Reisetagebuch Dalmatinischer Aufenthalt.